# C. Yarnall Abbott
C. Yarnall Abbott (23. září 1870, Filadelfie – 24. června 1938, Filadelfie) byl americký fotograf a malíř.

## Životopis
Abbott se narodil v roce 1870 jako syn Williama H. Abbotta, prominentního právníka, a Sarah Yarnall. Vyrostl ve Philadelphii v Pensylvánii. Na vysoké škole studoval právo. V roce 1892 promoval na právnické fakultě Pensylvánské univerzity. Deset let byl právníkem, než se stal umělcem.
Abbott se začal zajímat o umění, když pracoval jako právník. Nejprve získal zájem o fotografii, poté zájem o malování. Přestal pracovat jako právník a šel studovat malbu. Studoval na Pensylvánské akademii výtvarných umění pod vedením Thomase Anshutze. Přesídlil do Paříže ve Francii. Studoval na Colarossiho akademii. Tam trénoval pod Raphaelem Collinem a Gustavem Courtoisem. Vrátil se z Paříže a přestěhoval se do Rose Valley v Pensylvánii. V roce 1898 se oženil s Elenore Abbottovou. Abbott měl s Elenore jedno dítě, Marjorie (1907-? ).
Některé z Abbottových obrázků se objevily v časopisu Camera Work.
V roce 1913 se manželé přestěhovali do Filadelfie. Abbott také pracoval v Rockportu, Massachusetts. Spoluzaložil Rockport Art Association. Od roku 1916 až do jeho smrti se jeho práce objevovala na každoroční výstavě Pensylvánské akademie výtvarných umění.

## Pozdější život a odkaz
Působil jako prezident klubu Philadelphia Sketch Club a Philadelphia Art Alliance. Jeho díla byla vystavena na Art Institute of Chicago a Corcoran Gallery. Přednášel a psal o uměleckém uznání. Jeho práce vyšla v Encyclopædia Britannica. Abbott působil také jako dramatik.
Zemřel 24. června v roce 1938, bylo mu 67 let. Jeho práce je součástí sbírek Národního muzea médií, Art Gallery of New South Wales a Národní galerie Kanady.

## Galerie

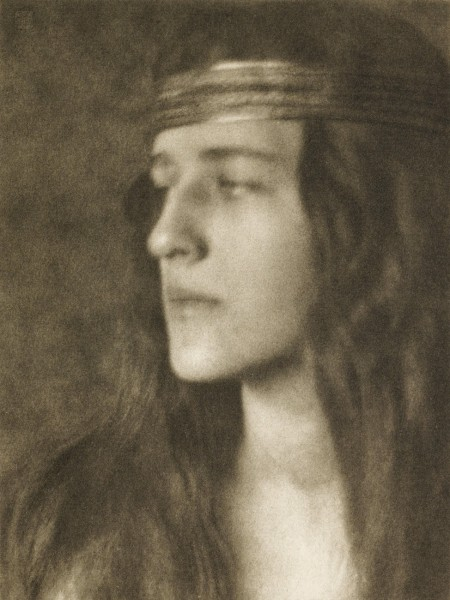
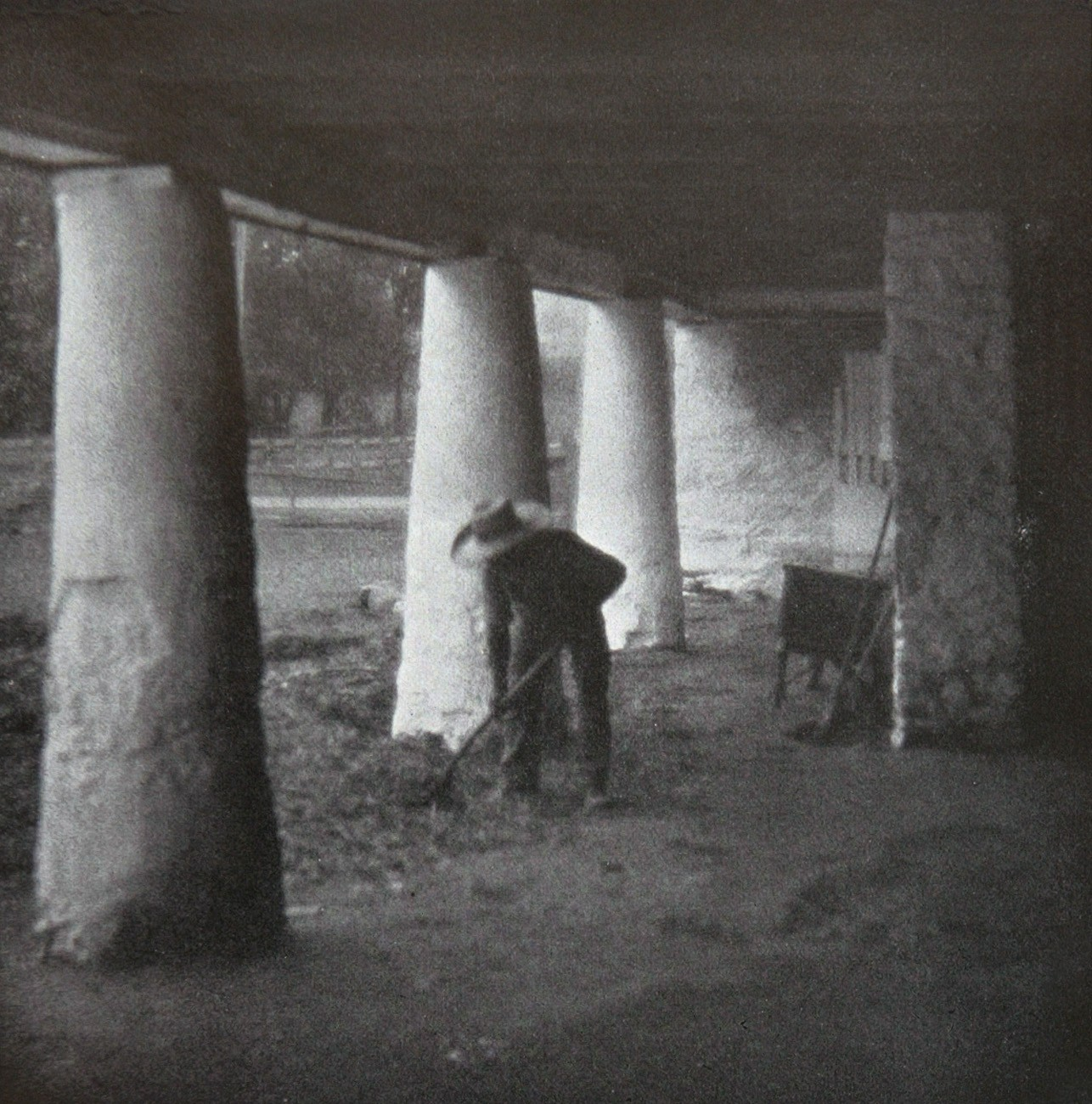
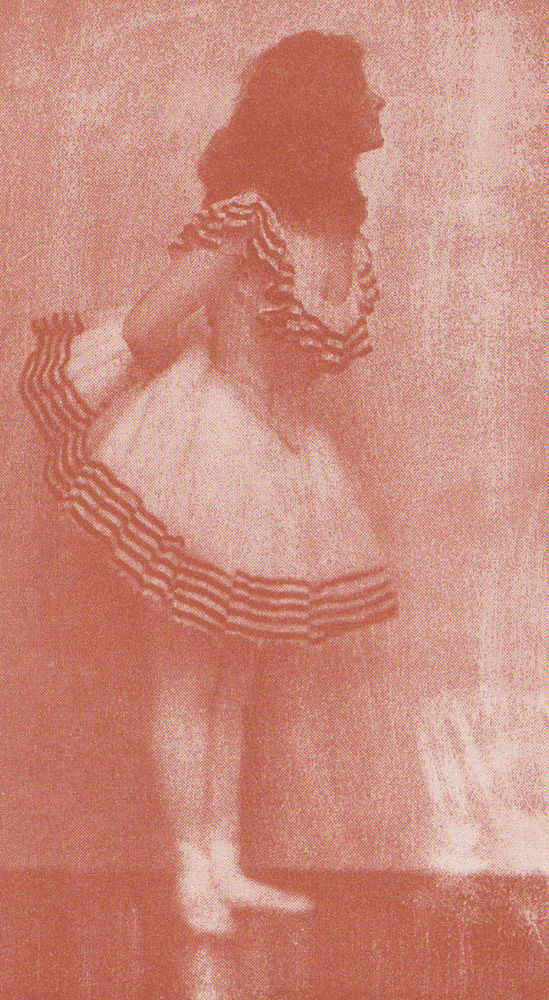
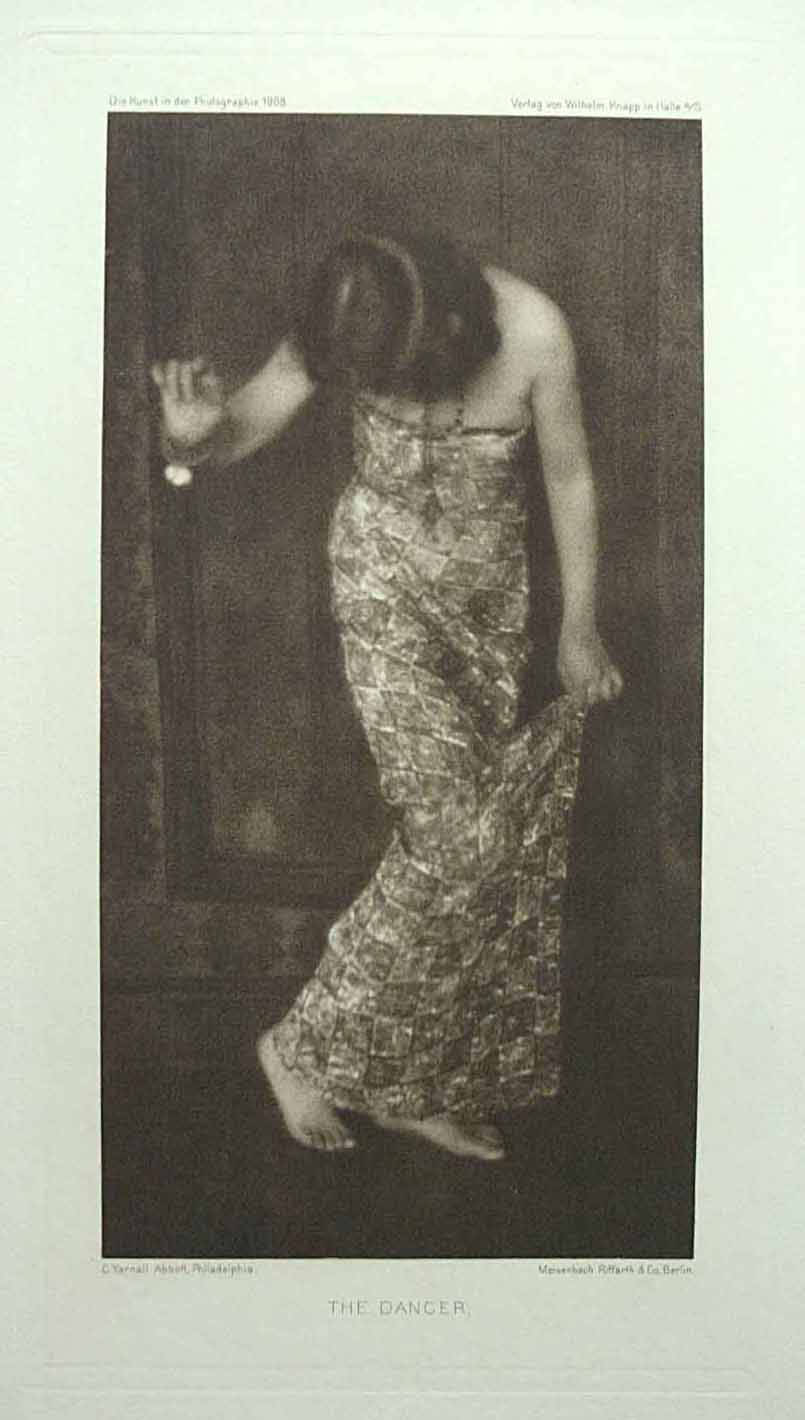